# Gliptoteka v Münchnu
Gliptoteka (nemško Glʏptothek) je muzej v Münchnu v Nemčiji, ki ga je naročil bavarski kralj Ludvik I. za dom svojih grških in rimskih skulptur (torej γλυπτο- glypto- 'skulptura'). Grški glagol γλύφειν glyphein za 'rezbarjenje'). Zasnoval ga je Leo von Klenze v neoklasicitičnem slogu in je bila zgrajena od 1816 do 1830. Danes je muzej del Kunstareala.

## Zgodovina
Gliptoteko je naročil zgraditi kronski princ (kasnejši kralj) Ludvik I. Bavarski, poleg drugih projektov, kot je sosednji Königsplatz in stavba, v kateri je Državna zbirka grških in rimskih starin, kot spomenik antični Grčiji. Predvidel je »nemške Atene«, v katerih bi se spominjala starogrška kultura; zgradil jo je pred vrati Münchna. Gliptoteka je najstarejši javni muzej v Münchnu.
Razporeditev kompleksa Königsplatz sta zasnovala arhitekta Karl von Fischer in Leo von Klenze leta 1815, in jo je uredila v stilu foruma, z Gliptoteko na severni strani. Stene muzeja so krasile barvne freske in štukature uglednih umetnikov, kot so Peter von Cornelius, Clemens von Zimmermann in Wilhelm von Kaulbach.
V nekaj letih med letom 1806 in odprtjem muzeja leta 1830 je Ludvik zaključil pomembno zbirko grških in rimskih skulptur. Njegovi agentje so uspeli pridobiti takšna dela, kot sta Rondaninijeva Meduza, Barberinijev Favn in leta 1813 figure iz Afajinega templja na Ajgini.
Druga svetovna vojna ni uničila veliko umetniških del v Gliptoteki, na žalost pa freske niso preživele in so bile po ponovnem odprtju muzeja leta 1972 vidne le rahlo ometane opeke. Ker je asirska dvorana, ki jo je Klenze postavil leta 1864 na notranjem dvorišču, ni bila obnovljena, so bili asirski ortostatski reliefi iz palače kralja  Ašurnasirpala II. in lev iz Ištarinih vrat Babilona premeščeni v Staatliche Sammlung für Ägyptische Kunst.

## Arhitektura
Muzej je bil zasnovan v klasičnem grško-rimskem slogu. Portik je jonski, na zunanjih stenah pa niše, v katerih stoji 18 originalnih rimskih in grških skulptur, šest na vsaki steni (razen na hrbtu). Trinajst pravokotnih, kvadratnih ali okroglih sob je urejenih okrog dvorišča, predprostor v osrednji stavbi prevladuje z dvoransko višino. Pred vestibulom je portik z dvanajstimi jonskimi stebri. Preko njih je zatrep s kiparsko skupino Johanna Martina von Wagnerja, ki predstavlja Ateno kot zaščitnico kiparskih umetnosti. Zunanje stene krasijo skulpture v nišah, okna pa so odprta na notranje dvorišče. Kipi predstavljajo mitske ali zgodovinske predstavnike umetnosti, ki so obrnjene proti Königsplatzu: Dedal, Prometej, Hadrijan, Periklej, Fidija in Hefajst. Na zahodni in vzhodni strani stavbe so kipi renesanse in obdobja, ko je bila zgrajena Gliptoteka, vključno z Bertelom Thorvaldsenom in Antoniom Canovo, katerih dela so bila nekoč razstavljena že v dvorani Gliptoteke, kasneje pa so jih preselili v Neue Pinakothek.
Muzej je bil prvotno zgrajen v celoti iz marmorja. Med drugo svetovno vojno je bil bombardiran in kasneje rekonstruiran. Stene v notranjosti so sestavljene iz rdeče opeke in ometane. Notranjost ima kupolasti obok.

## Zbirke
Gliptoteka vsebuje skulpture iz arhaične dobe (okoli 650. pr. n. št.) do rimskega obdobja (okoli 550 let). Tukaj so tudi druge pomembne skulpture, mozaiki in reliefi. Zbirko dopolnjujejo zbirke terakote in brona v Državni zbirki grških in rimskih starin, ki je nasproti Gliptoteke.

### Arhaično obdobje (700-490 pr. n. št.)
Med najbolj znanimi skulpturami, ki pokrivajo arhaično Grčijo, so Münchenski Kuros (kip mladeniča iz Atike, ok. 540 pr. n. št.), Kuros iz Teneje (kip mladeniča iz Korinta, okoli 560 pr. n. št.) in tempeljske figure iz Ajgine (510-480 pr. n. št.). Med slednjimi sta v Gliptoteki dejansko dva niza podobnih skulptur. Ko so arheologi izkopali najdišče v Ajgini, so ta dva sklopa odkrili in kasneje je bilo teoretično ugotovljeno, da je bil prvotni tempelj uničen med peloponeško vojno in da je bil kmalu za tem postavljen še en tempelj. Obstoječi tempelj c. 500 let pred našim štetjem je bil zgrajen nad ostanki prejšnjega templja c. 570 pr. n. št., ki ga je uničil ogenj okoli 510 pr. n. št. Elementi tega uničenega templja so bili zakopani v polnilo za večjo, ravno teraso kasnejšega templja in so tako dobro ohranjeni.

### Klasično obdobje (490–323 pr. n. št.)
K najbolj znanim skulpturam klasične Grčije sodi portret Homerja (460 pr. n. št.), tako imenovani Münchenski kralj (460 pr. n. št.), ki je verjetno predstavljal Hefajsta, kip Diomede (430 pr. n. št.), pogrebna stela Mnesarete (380 pr. n. št.), kip Irene (370 pr. n. št.), grobni relief mladeniča z lovskim psom (360 pr. n. št.), portret Platona (348 pr. n. št.), Aleksander Rondanini (338 pr. n. št.) in Ilioneus (ok. 320 pr. n. št.)

### Helenistično obdobje (323–146 pr. n. št.)
Najbolj znana skulptura, ki predstavlja helenistično obdobje, je Barberinijev Favn (220 pr. n. št.). Med znamenitimi rimskimi kopijami grških skulptur so Deček z gosko (okoli 250 pr. n. št.) in Stara pijanka (pripisana Mironu iz Teb; ok. 200 pr. n. št.).

### Rimsko bodobje (150 pr. n. št. - 550 n. št.)
Gliptoteka hrani veliko zbirko rimskih doprsnih kipov, med najbolj znanimi pa so doprsni kipi Gaja Marija in Sule (ok. 40 pr. n. št.), cesarja Avgusta (okoli 40 n. št.), Nerona (65 n. št.), Septimija Severa (200 n. št.) in njegove žene Julije Domna (195). Heroiziran kip prikazuje Domicijana kot princa (70/80). S podporo kulturnih temeljev nemških držav je Gliptoteka leta 2017 uspela pridobiti doprsni kip Kaligule (ok. 40 n. št.), izkopan v Cordobi leta 1937. Cesar, kot münchenski portret svojega prednika Avgusta (Augustus Bevilacqua), nosi corona civica. H glavnim znamenitostim sodijo tudi ogromen kip Apolona (1./2. stoletje) iz rimske vile v Toskani, več rimskih reliefov sarkofagov in mozaična tla. Posnemanje klasičnega sloga je rimska glava mladeniča v bronu (okoli leta 0). Rimsko obdobje je predstavljeno tudi z več reliefi (relief gladiatorjev, 1. stoletje pr. n. št.) in mozaiki (Aionov mozaik, 200-250 n. št.).

## Galerija
- Figure Afajinega templja.
- Pediment Afajinega templja.
- Brezglava sfinga.
- Poprsje rimskega moškega.
- Poprsje rimske ženske.
- Pobarvan primer svetišča.